# Селімов Замір Фахрійович
Селі́мов Замі́р Фахрі́йович (нар. 1 січня 1962) — український та радянський кримськотатарський футболіст, нападник. Найбільше відомий завдяки виступам у складі ташкентського «Пахтакор», хабаровського СКА та «Динамо» (Саки).

## Життєпис
Переважну більшість кар'єри Замір Селімов провів в узбецьких клубах, що виступали у другій лізі чемпіонату СРСР. Втім, у 1985–1986 роках він брав участь у змаганнях першої ліги, спочатку у складі «Зірки» (Джизак), а потім у хабаровському СКА. У 1987 році Селімов перейшов до футбольного клубу «Касансаєць», разом з яким здобув срібло 7 зони другої ліги у сезоні 1988.

## Досягнення
Командні трофеї
- Срібний призер 7 зони другої ліги чемпіонату СРСР (1): 1988

Особисті досягнення
- Найкращий бомбардир перехідної ліги чемпіонату України (1): 1992/93[1]